# Vavá
Edvaldo Izidio Neto, noto semplicemente come Vavá (Recife, 12 novembre 1934 – Rio de Janeiro, 19 gennaio 2002), è stato un calciatore e allenatore di calcio brasiliano, di ruolo attaccante.
Con la nazionale brasiliana è stato campione del mondo nel 1958 e nel 1962.
Insieme a Pelé, Mbappé, Paul Breitner e Zidane, è uno dei cinque calciatori che hanno segnato in due finali diverse di un campionato del mondo.

## Carriera

### Club
Iniziò la sua carriera nella squadra della sua città natale, lo Sport Club do Recife, quindi, nel 1952 passò al Vasco da Gama, nel quale giocò per sei stagioni, vincendo due volte il Campionato Carioca e un Torneo Rio-San Paolo, e mettendo a segno 150 reti. Nel 1958 passò a giocare nella Liga nelle file dell'Atlético Madrid, col quale vinse due Coppe del Re, disputando 71 partite in campionato e segnando 31 reti, per poi fare ritorno nel 1961 in Brasile nella squadra del Palmeiras.
Nel 1963 andò a giocare in Messico, prima nel Club América e poi nel Toros Neza; passò nella NASL in forza ai San Diego Toros. Nel 1967 tornò in Brasile, per giocare nella Portuguesa, dove chiuse la sua carriera nel 1968.
Morì il 19 gennaio 2002 a 67 anni a causa di un arresto cardiaco.

### Nazionale
Particolarmente illustre è stata la sua carriera a livello internazionale. Vestì infatti per 25 volte la maglia della Seleção, vincendo due Campionati del mondo, nel 1958 e nel 1962, con un bottino, rispettivamente, di 5 e 4 reti (capocannoniere del torneo insieme ad altri cinque calciatori).
In nazionale formò assieme al succitato Pelé, a Garrincha, a Zagallo e a Didi quella che è considerata una delle più grandi linee d'attacco di tutti i tempi.

## Palmarès

### Club

#### Competizioni statali
- Campionato Carioca: 2

Vasco da Gama: 1956, 1958
- Torneo Rio-San Paolo: 1

Vasco da Gama: 1958
- Campionato paulista: 1

Palmeiras: 1963

#### Competizioni nazionali
- Coppa di Spagna: 2

Atlético Madrid: 1959-1960, 1960-1961

### Nazionale
- Campionato mondiale: 2

Svezia 1958, Cile 1962

### Individuale
- Capocannoniere del Campionato mondiale di calcio: 1

Cile 1962 (4 gol)
- All Star Team del campionato mondiale di calcio: 1

Cile 1962